# Michelle Yeoh
Yeoh Choo-Kheng (楊紫瓊 chino) (Ipoh, Malasia, 6 de agosto de 1962), más conocida como Michelle Yeoh, es una actriz, modelo y bailarina malasia de origen chino. Aprendió inglés, malayo, chino y tiene conocimiento sobre artes marciales.
Comenzó su carrera en películas de acción en Hong Kong y fue descubierta para el gran público en El mañana nunca muere y encumbrada por El Tigre y el Dragón, película ganadora en los Premios Oscar y por la cual fue nominada en los Premios BAFTA a la Mejor Actriz. Más tarde se mudó a los Estados Unidos, donde ganó más reconocimiento por sus papeles en la película de James Bond, Tomorrow Never Dies (1997).
Los otros trabajos de Yeoh incluyen Memorias de una geisha (2005), La momia: la tumba del emperador Dragón (2008), Kung Fu Panda 2 (2011), Crouching Tiger, Hidden Dragon: Sword of Destiny (2016) y The Lady (2011). Interpretó papeles secundarios en las comedias románticas Crazy Rich Asians (2018) y Last Christmas (2019), y en las películas de Marvel Cinematic Universe, Guardianes de la Galaxia vol. 2 (2017) y Shang-Chi y la leyenda de los Diez Anillos (2021). En televisión, Yeoh protagonizó recientemente la miniserie de fantasía The Witcher: Blood Origin (2022).
Recibió elogios generalizados por su interpretación de Evelyn Wang en la película de 2022 Everything Everywhere All at Once, ganando el Premio Óscar, Globo de Oro y el Premio del Sindicato de Actores en la categoría de Mejor Actriz. Se convirtió en la primera asiática en ganar el Oscar a la Mejor Actriz, la primera malaya en ganar un Premio de la Academia en cualquier categoría y la segunda mujer de color en ganar el premio a la Mejor Actriz después de Halle Berry en 2002.
El sitio web de agregación de reseñas de películas Rotten Tomatoes la clasificó como la heroína de acción más grande de todos los tiempos en 2008. En 1997, People la eligió como una de las "50 personas más bellas del mundo", y en 2009 la misma revista la incluyó como una de las "35 bellezas de la pantalla de todos los tiempos". En 2022, Time la nombró una de las 100 personas más influyentes del mundo en su lista anual y en su Ícono del año.

## Biografía
Yeoh nació el 6 de agosto de 1962 en Ipoh, Perak. Su padre, Yeoh Kian-teik, fue elegido Senador de Malasia de 1959 a 1969 como miembro de la Asociación China de Malasia de Perak, presidente del Colegio de Abogados de Perak, y fundador de "Sri Maju" en 1975, un importante servicio de autocares interurbanos entre Malasia y Singapur. De ascendencia hokkien y cantonesa, creció hablando inglés con su padre, el chino malayo nativo de la familia, y podía entender algo de cantonés malasio de su abuela materna que vivía con ellos.
Gracias a su madre, Janet Yeoh, Comenzó a estudiar ballet a los 4 años. Según sus propias declaraciones, inspirada por el éxito de la película Fama se une en 1980 a la Royal Academy of Dance en Londres, en donde obtiene un título en danza. Durante sus estudios en Inglaterra probó técnicas de baile de tendencias como el jazz y el ballet, pero su idea de convertirse en una prima ballerina se vio abruptamente cortada por una lesión en la columna ocurrida durante una sesión de práctica en la universidad. Esta lesión la llevó a especializarse en coreografía y, por recomendación médica, se alejó definitivamente de la danza como dedicación a nivel profesional.

## Carrera

### 1983–1991: Inicios y primeros papeles
En 1983 regresó a su país natal, donde ganó en el concurso de belleza Miss Malasia, participando en el Miss Mundo de ese año, no logrando figuración. Apareció en un comercial de televisión junto a Jackie Chan, lo que despertó el interés de algunos productores cinematográficos. Participó luego en algunas películas producidas en Hong Kong con los actores Jackie Chan y Chow Yun-Fat.
Tras algunos comerciales, comenzó a participar en películas de acción y artes marciales como Yes, Madam! (1985), de Corey Yuen, o Magnificent Warriors (1987), de David Chung. En una de estas producciones de la compañía D&B Films, conoció al ejecutivo Dickson Poon con el que se casaría en 1988 tomando la decisión de retirarse para dedicarse a la vida familiar hasta que cuatro años más tarde acabarían divorciándose y Michelle asumiría su regreso ante las cámaras. Cuando contrae matrimonio con el ejecutivo de cine en 1988, se retira de la actuación hasta 1992.

### 1992–2008: Consagración y reconocimiento
Después de su divorcio regresó al cine con relativo éxito. Tras su regreso, la mayoría de sus papeles han estado relacionados con películas de artes marciales, con los que ha obtenido gran éxito en Asia; curiosamente, a pesar de no haber recibido entrenamiento formal en artes marciales, es una de las pocas actrices que realizan sus acrobacias personalmente sin la participación de dobles.
Esta nueva etapa la convertirá en una de las actrices más cotizadas en Hong Kong, protagonizando las taquilleras The Heroic Trio (1993), de Johnny To, o Tai Chi Master (1993) y Wing Chun (1994), ambas de Yuen Woo-ping.

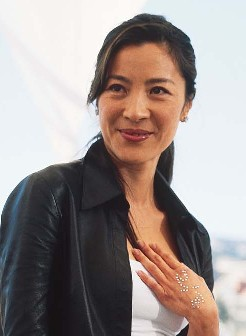
Yeoh en el Festival de Cannes de 2000

En 1997 consigue el papel de Wai Lin, la espía china en El mañana nunca muere (1997), de Roger Spottiswoode. La decimoctava película de la saga 007 le reportó la fama internacional. Ese año fue seleccionada por la revista People como una de la 50 personas más hermosas del mundo. Sin embargo, fue el éxito internacional de Tigre y dragón (2000), junto a Ziyi Zhang y Chow Yun-Fat y bajo la dirección de Ang Lee, la que le deparó mayor reconocimiento. En esta película rehusó de especialistas en las escenas de acción no así de profesionales fonoaudiólogos que le ayudasen a memorizar fonéticamente su texto en chino mandarín, idioma que no sabe leer ni hablar. La película tuvo diez nominaciones al Oscar de las que obtuvo cuatro, incluida Mejor Película de Habla No Inglesa (Taiwán) se sumaron a sus premios, destacando la nominación de Yeoh a Mejor Actriz en los Bafta (la ganadora sería Julia Roberts, por Erin Brokovich).
Fundó su propia productora, Mythical Films, con la que ha financiado The Touch (2002), de Peter Pau, Fei Ying (2004), de Jingle Ma, (ambas con ella como protagonista) y Yao Tiao Shen Shi (2009), de Gui Yuen Lee. En 2005 se sumó al reparto de la superproducción Memorias de una geisha, la adaptación cinematográfica dirigida por Rob Marshall del best seller homónimo de Arthur Golden, encarnando a Mameha, junto a Ziyi Zhang y con el japonés Ken Watanabe , producida por Steven Spielberg. Un film con mucha controversia en Japón ya que sus tres protagonistas (Yeoh, Zhang Ziyi y Gong Li) interpretaban a geishas a pesar de que ninguna tenía ascendencia nipona. Aparece en Sunshine (2007), dirigida por Danny Boyle y la tercera parte de La momia: La tumba del emperador Dragón (La momia 3) (2008), de Rob Cohen.

### 2010–2021: Papeles secundarios y frustraciones

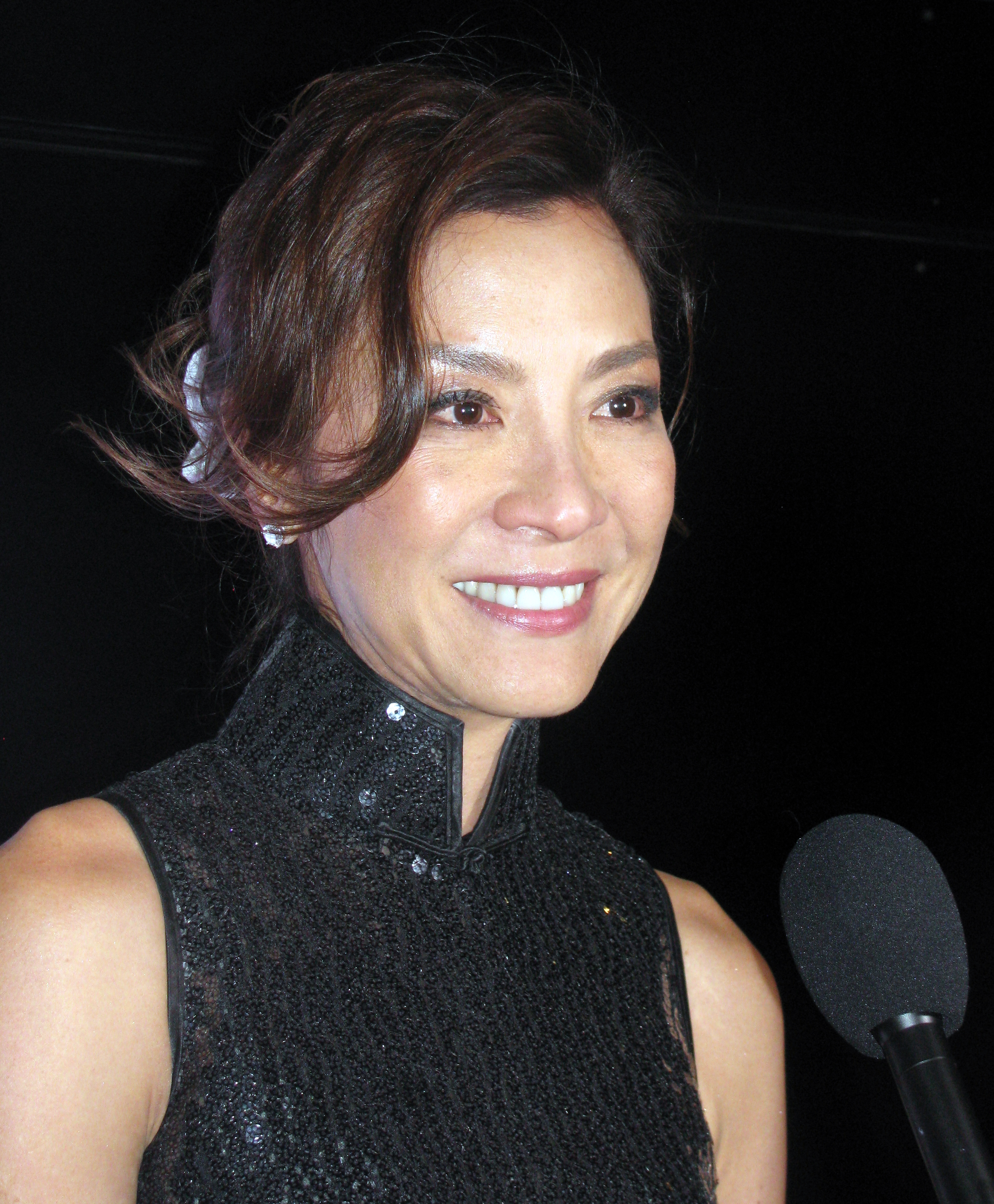
Michelle Yeoh en 2011.

Tras Reign of Assassins (2010), de John Woo y Chao-Bin Su, y prestar su voz en la película de animación Kung Fu Panda 2 (2011), de Jennifer Yuh, regresa con The Lady de Luc Besson, coproducción franco-británica sobre la Premio Nobel de la Paz, Aung San Suu Kyi, que le ha valido críticas entusiastas por donde ha pasado (Toronto, Roma, AFI Fest,...). La película trata la historia de una sencilla ama de casa que se acaba convirtiendo en líder opositora. Su valentía le llevó a permanecer casi dos décadas bajo arresto domiciliario decretado por la junta militar de Birmania y estar cada vez más separada de sus seres queridos. Aun cuando las motivaciones políticas de Suu Kyi, son opacas, Yeoh ofrece una interpretación tan elegante y colosal que hace que todo valga la pena.
En 2017 se incorpora al elenco de Star Trek: Discovery como Philippa Georgiou, capitán de la USS Shenzhou y como Emperatriz del Imperio Terrano. En 2018, es protagonista de la película Crazy Rich Asians, una adaptación de la novela homónima. En 2019, se unió al mundo cinematográfico de Marvel, para protagonizar el  personaje de Ying Man en la película Shang-Chi y la leyenda de los Diez Anillos, estrenada en septiembre de 2021.

### 2022–presente: Nuevos éxitos y aclamo de la crítica
En 2022, protagonizó la película de comedia negra y de ciencia ficción, Everything Everywhere All at Once; actuación aclamada por los críticos de cine. En la 95 entrega de los Premios Oscar, obtuvo la estatuilla en la categoría de Mejor Actriz.
Yeoh apareció en la serie de Disney+, American Born Chinese (2023), basada en el libro del mismo nombre de Gene Luen Yang.  En la gran pantalla, interpretó a una médium psíquica junto a Kenneth Branagh en A Haunting in Venice (2023). Ese mismo año, Yeoh se convirtió en miembro del Comité Olímpico Internacional; y pronunció un discurso en el día de clases de 2023 de la Facultad de Derecho de Harvard.
En enero de 2024, protagonizó la serie de comedia de acción de ocho capítulos The Brothers Sun para Netflix, que recibió críticas generalmente positivas. En cine, interpretó a Madame Morrible en la adaptación cinematográfica de dos partes del musical Wicked dirigida por Jon M. Chu, con la primera parte estrenada en noviembre de 2024 y la segunda parte programada, Wicked: For Good, para noviembre de 2025.

## Vida personal

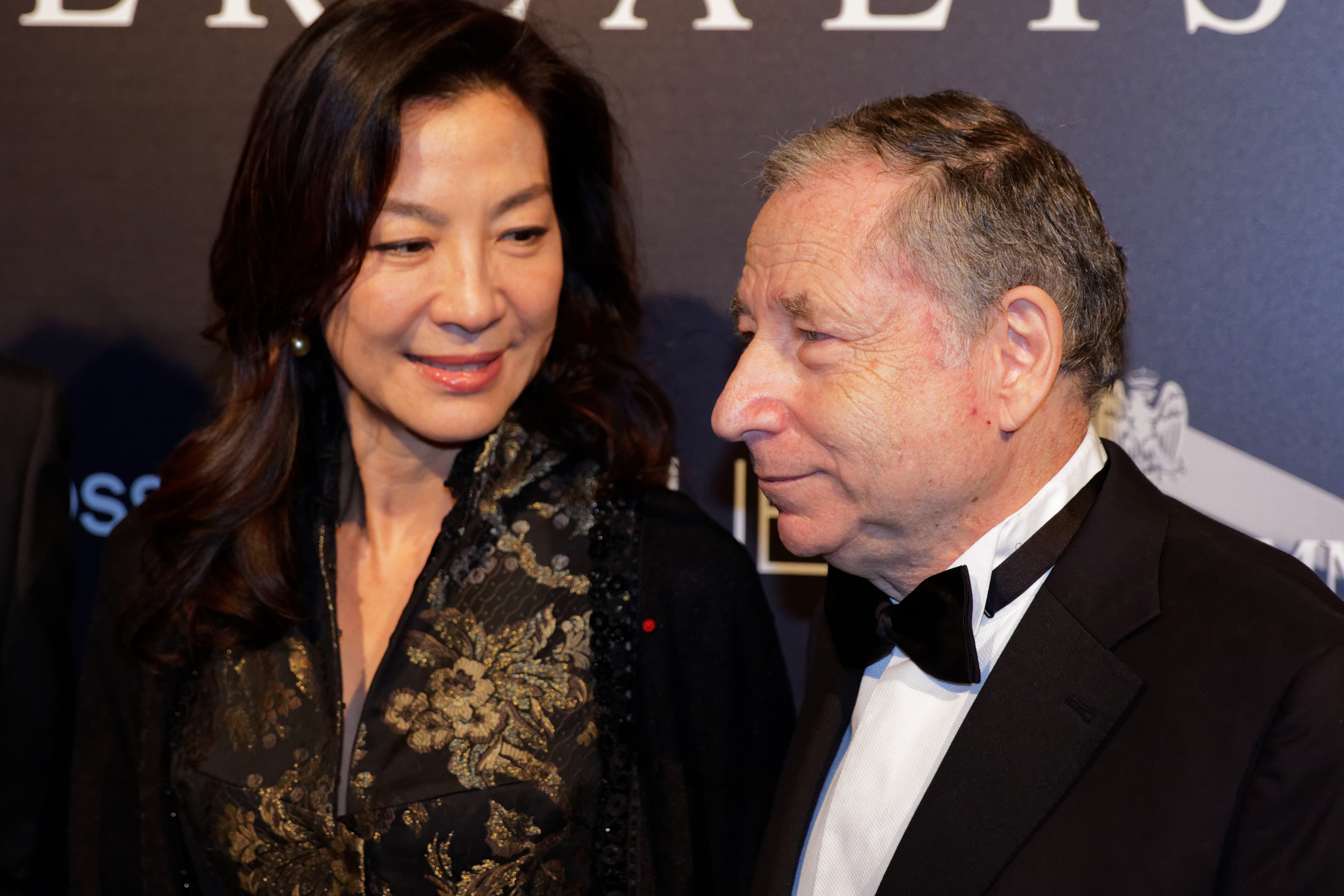
Michelle Yeoh y Jean Todt en el Festival Automobile International de 2016.

Yeoh es budista y activista. Estuvo casada con el empresario de Hong Kong Dickson Poon, conocido por ser propietario de empresas como Harvey Nichols y Charles Jourdan, de 1988 a 1992. De 1998 a 2000, Yeoh salió y finalmente se comprometió con Alan Heldman, un cardiólogo estadounidense.
En 2004, empezó a salir con Jean Todt, entonces director general y director ejecutivo de la Scuderia Ferrari y más tarde presidente de la FIA. El 26 de julio de 2004 la pareja se comprometió. Desde 2019, vive en Ginebra, Suiza, con Todt. En una publicación de Instagram, el ex piloto de la Scuderia Ferrari Felipe Massa, dijo que Yeoh y Todt se casaron el 27 de julio de 2023 en Ginebra.
Yeoh no tiene hijos y ha citado su incapacidad para tener hijos como la razón para poner fin a su primer matrimonio.

## Filmografía
Según el sitio web de agregación de reseñas Rotten Tomatoes, que asigna puntajes de películas según las críticas y la recepción del público, algunas de las películas de Yeoh con mayor puntaje incluyen: Yes, Madam (1985), Crouching Tiger, Hidden Dragon (2000), Everything Everywhere All at Once (2022), Supercop (1992) o Shang-Chi and the Legend of the Ten Rings (2021). Sus películas más exitosas financieramente incluyen: Minions: The Rise of Gru (2022), Avatar: The Way of Water (2022), Memoirs of a Geisha (2005), Crazy Rich Asians (2018), El mañana nunca muere (1997), o Wicked (2024).

## Reconocimientos

### Distinciones honoríficas
Distinciones honoríficas malayas
- Comandante de la Orden de la Lealtad a la Corona de Malasia (Reino de Malasia, 01/06/2013).[53]
- Caballero Comandante de la Orden de la Corona del Estado de Perak (Sultanato de Perak, 19/04/2001).[54]
- Caballero Gran Comandante de la Orden de la Corona del Estado de Perak (Sultanato de Perak, 22/05/2012).[55]

Distinciones honoríficas extranjeras
- Caballero de la Orden de la Legión de Honor (República Francesa, 23/04/2007).[56][57]
- Oficial de la Orden de la Legión de Honor (República Francesa, 14/03/2012).[58]
- Comendadora de la Orden de las Artes y las Letras (República Francesa, 12/02/2016).[59]
- Comendador de la Orden de la Legión de Honor (República Francesa, 28/03/2017).[60]
- Medalla Presidencial de la Libertad (Estados Unidos de América, 03/05/2024).[61]

### Premios y nominaciones
Premios Óscar
| Año  | Trabajo                           | Categoría    | Resultado | Ref.   |
| ---- | --------------------------------- | ------------ | --------- | ------ |
| 2023 | Everything Everywhere All at Once | Mejor actriz | Ganadora  | [ 62 ] |

Premios Globo de Oro
| Año  | Trabajo                           | Categoría                        | Resultado | Ref.   |
| ---- | --------------------------------- | -------------------------------- | --------- | ------ |
| 2023 | Everything Everywhere All at Once | Mejor actriz - Comedia o musical | Ganadora  | [ 63 ] |

Premios del Sindicato de Actores
| Año  | Trabajo                           | Categoría     | Resultado | Ref.   |
| ---- | --------------------------------- | ------------- | --------- | ------ |
| 2017 | Crazy Rich Asians                 | Mejor reparto | Nominada  | [ 64 ] |
| 2023 | Everything Everywhere All at Once | Mejor reparto | Ganadora  | [ 65 ] |
| 2023 | Everything Everywhere All at Once | Mejor actriz  | Ganadora  | [ 65 ] |

Premios Independent Spirit
| Año  | Trabajo                           | Categoría                      | Resultado | Ref.   |
| ---- | --------------------------------- | ------------------------------ | --------- | ------ |
| 2023 | Everything Everywhere All at Once | Mejor interpretación principal | Ganadora  | [ 66 ] |

Nickelodeon Kids' Choice Awards
| Año  | Trabajo                               | Categoría        | Resultado | Ref.   |
| ---- | ------------------------------------- | ---------------- | --------- | ------ |
| 2025 | Su papel de Madame Morrible en Wicked | Villano favorito | Nominada  | [ 67 ] |